# Амр ибн Маймун
Абу Абдуллах (Абу Яхья) Амр ибн Маймун аль-Ауди (араб. عمرو بن ميمون‎; ум. 693) — исламский богослов, мухаддис из поколения табиинов-мухадрамов.

## Биография
Амр ибн Маймун принадлежит к ветви авд племени мазхидж в Йемене. Его также называют аль-Куфи, потому что он прибыл в Куфу и поселился во время правления Абу Бакра ас-Сиддика. Он родился в доисламский период. Хотя он был мусульманином, он не мог видеть пророка Мухаммада, поэтому его относили к мухадрамунам, а не к сахабам. Его принятие ислама произошло под влиянием губернатора Йемена Муаза ибн Джабаля. Из-за этого у Амра возникла глубокая привязанность к Муазу, и он никогда не покидал его.
После смерти Муаза он последовал за Абдуллахом ибн Масудом, которого считал лучшим правоведом из числа сподвижников Пророка, и научился у него науке чтения Корана. Другими сподвижниками, от которых он передал хадисы, являются Умар ибн аль-Хаттаб, Али ибн Абу Талиб, Саад ибн Абу Ваккас, Абу Хурайра, Аиша бинт Абу Бакр и Абу Айюб аль-Ансари. От Амра передали известные хадисоведы, такие как Амир аш-Шааби, Саид ибн Джубайр, Амр ибн Мурра, Абу Исхак ас-Сабии. Абу Исхак также научился у него декламации Корана. Все критики согласились, что Амр был надёжным передатчиком хадисов (рави). Хотя хадисов от него не так уж и много, но они имеются в авторитетных сборниках хадисов (Кутуб ас-ситта). Он рассказывал о различных событиях из жизни Умара, лично видел его мученическую смерть от Абу Люлю, во всех подробностях описал своё положение после убийства и избрание Усмана ибн Аффана халифом.
Согласно тому, что сказал его ученик Абу Исхак, Амр ибн Маймун получил признание окружающих его мусульман и даже сподвижников. За долгие годы своей жизни он много раз (60 или 100 раз согласно преданию) посещал Каабу по случаю хаджа и умры. Хотя он был очень стар, он никогда не желал смерти, но когда он подвергся тревожному обращению со стороны Язида ибн Абу Муслима, одного из наместников Омейядов, он попросил Аллаха не держать его вместе с нечестивыми. Точная дата его смерти не известна, ходят слухи, что он умер в 74 (693) или 75 (694) годах.